# المبادرة العربية لحل الأزمة السورية
طُرحت المبادرة العربية لحل الأزمة السورية للمرَّة الأولى في أواسط شهر نوفمبر عام 2011، على خلفية الأحداث التي عصفت بسوريا لمدة ثمانية شهور واتُهمت السلطات فيها باستخدام العُنف لقمع المحتجين والتسبب بمقتل الآلاف منهم. تقدَّمت الجامعة العربية بمبادرتها الأولى في 16 نوفمبر، عندما جمَّدت عضوية سوريا في الجامعة، ومنحت السلطات مهلة ثلاثة أيام للتوقيع على بروتوكول إرسال مراقبين عرب إلى البلاد لتقصي الأحداث، لكن مع مُمطالة الحكومة في التوقيع على البروتوكول استمرَّ تمديد المهل أكثر من شهر حتى 19 ديسمبر، عندما وقَّعت الحكومة أخيراً. لكن تفويض البعثة انتهى في أواخر شهر يناير من عام 2012، وهُنا طرحت الجامعة مُبادرة جديدة تقضي هذه المرَّة بتنحي بشار الأسد عن الحُكم وتفويض نائبه لتولِّي مهامه، على غرار المبادرة الخليجية لحل الأزمة اليمنية.

## المبادرة

### الخلفية
وافقت الحكومة السورية دون تحفظات في 2 نوفمبر على خطة وضعتها جامعة الدول العربية لسحب الجيش من المدن والإفراج عن السجناء السياسيين وإجراء محادثات مع زعماء المعارضة خلال 15 يوماً كحد أقصى، وهي خطة كانت قد طرحت منذ نصف شهر للمرة الأولى. لكن عندما جاءَ 16 نوفمبر والخطة لم تنفَّذ بعد، اتخذت الجامعة قراراً بأغلبية ساحقة يقضي بتجميد عضويَّة سوريا في الجامعة العربية وإعطائها مهلة ثلاثة أيام للتوقيع على بروتوكول لإرسال مراقبين عرب إلى البلاد، وهو ما أثار سخطاً شديداً من جانب الحكومة السورية، وتبعته هجمات واقتحامات لسفارتي قطر والسعودية في دمشق وقنصليتي تركيا وفرنسا في حلب واللاذقية. ثم تمددت المهلة حتى مساء يوم الجمعة 25 نوفمبر، ومع إصرار سوريا على عدم التوقيع فرضت عليها عقوبات اقتصادية عربية في 27 نوفمبر.

### بعثة المراقبين
تمدَّدت مهل الجامعة العربية لاحقاً حتى يوم الأحد 5 ديسمبر، ثم استمرَّت التمديدات لأسبوعين كاملين تاليين. وفي 19 ديسمبر وافقت الحكومة السورية أخيراً على توقيع المبادرة بعد شهر ونصف من المهل والجدالات، ووصلت طلائع البعثة إلى البلاد في يوم الخميس 22 ديسمبر، فيما بلغَ إجمالي عدد المراقبين الذين كان يُفترض قدومهم 150 إلى 200 مراقب.

### انتهاء عمل البعثة
في يوم الأحد 15 يناير قرَّرت الجامعة العربية تعليق أعمال بعثة المُراقبين وعدم إرسال المزيد منهم بعد ثلاثة أسابيع من بدء مهامها، وذلك حتى اجتماعها المُقبل في الأحد التالي الذي ستُقرَّر فيه الخطوة التالية. وقبل أن يأتي موعد الاجتماع، قال أمين الجامعة السَّابق عمرو موسى أن الاجتماع قد يَبحث إرسال قوة عربية إلى سوريا، وذلك بعد أيام من ذكر أمير قطر حمد بن خليفة آل ثاني لمثل هذا الاقتراح للمرة الأولى منذ بدء الأزمة.
وأخيراً بعدَ مكوث البعثة لمدة شهر في البلاد وزيارتها عدداً من المدن، سلَّم رئيسها محمد مصطفى الدابي أخيراً في يوم السبت 21 يناير تقريره عن مهامها وعملها على مدى تلك الفترة إلى أمين الجامعة العربية نبيل العربي، وقد قام ذاك بدوره بتسليم التقرير إلى اللجنة الوزارية العربية المعنيَّة بالملف السوري، لتبحث فيه وتُقرر الخطوة التالية. وعندَ هذه المرحلة كان هُناك توجُّه عامٌّ في الجامعة يَميل إلى تمديد مهمَّة البعثة مدة شهر آخر، حيث أنها بحسب قول بعض المسؤولين عملت تدريجياً ولم تكتسب زخمها إلا عند مرحلة متأخرة.
في يوم الأحد 22 يناير اجتمعَ وزراء الخارجية العرب في مقر الجامعة بالقاهرة لإيجاد حل للأزمة، وهُنا طرحت قطر مجدداً اقتراحها السَّابق بشأن إراسل قوة عربية إلى سوريا، كما اقترحت أيضاً إحالة الملف السوري إلى مجلس الأمن الدولي، ورأت أن ذلك سيكون أفضل من تمديد مهامّ البعثة.

### المبادرة الجديدة
على الرُّغم من تباين الاقتراحات والتكهنات بشأن توصيات اللجنة الوزارية العربية بعد اجتماعها، غير أنها طرحت بالإجماع مبادرة جديدة مُختلفة عن كل ما ذكر. حيث قضت المبادرة العربية الجديدة بمنح النظام السوري مُدة أسبوعين لإجراء حوار سياسي مع المعارضة، وذلك بهدف تشكيل «حكومة وحدة وطنية» خلال مدة أقصاها شهران، كما طالبت الرئيس بشار الأسد بتفويض نائبه للتفاوض مع الحكومة الوطنية، ومن ثمَّ إقامة انتخابات رئاسية وبرلمانية مُبكرة. وقد كلَّفت الجامعة أمينها نبيل العربي بتعيين مبعوث عربيٍّ يُتابع سير هذه العملية مع الحكومة. كما توجَّهت الجامعة إلى مجلس الأمن الدولي لطلب دعم المُبادرة الجديدة، وأكدت على رفضها التدخل العسكري في الأزمة، بالإضافة إلى أنها وافقت على تمديد مهام بعثة المُراقبين وطالبت السلطات مُجدداً بسحب جميع القوات العسكرية من المدن. وبذلك جاءت المُبادرة في عمومها شبيهة بالمبادرة الخليجية لحل الأزمة اليمنية.
لكن ردَّ الحكومة السورية على هذه المبادرة جاءَ بالرفض التامّ، واعتبرتها تدخلاً سافراً في شؤونها الداخلية وانتهاكاً لسيادتها الوطنية، واعتبرتها خرقاً فاضحاً لأهداف إنشاء الجامعة العربية بالإضافة إلى تناقضها مع مصالح الشعب السوري، كما أنها رأت أن المبادرة تتجاهل عن عمد الجهود التي بذلتها سوريا في تنفيذ إصلاحات شاملة.
وعلى الرُّغم من ذلك، فقد جاء رد فعل المجلس الوطني السوري مرحباً بالمبادرة. كما أيَّدتها تركيا وأبدت دعمها لها، ونفس الأمر بالنسبة لبريطانيا وفرنسا، وأما روسيا فقد عارضتها وعارضت بشدَّة مُفترح تأييد مجلس الأمن لها.